# Weval
Weval is een Nederlands dj- en muziekproductieduo uit Amsterdam, bestaande uit Harm Coolen en Merijn Scholte-Albers. Ze maken elektronische muziek met invloeden van deephouse, pop, soul en funk.

## Geschiedenis
Het duo leerde elkaar kennen tijdens een verjaardag in een café in Utrecht. Hun eerste samenwerking was het filmen en produceren van een muziekvideo voor een vriend van Coolen. Tijdens dit project verschoof hun focus geleidelijk naar het produceren van muziek, wat leidde tot het officiële begin van hun samenwerking in 2010.
Hun eerste muzikale uitgaven kwamen in de vorm van ep's, waaronder Half Age in 2013. Ze gaven dit jaar ook hun eerste liveoptreden bij Pitch, een festival in Amsterdam. In 2014 werd het nummer Detian van de ep Half Age gebruikt in een reclame van Schweppes met Penelope Cruz, als gevolg belandde het nummer op nummer 5 in de Franse iTunes Electronica Top 100. Twee maanden later bereikte de remix die ze maakten van Gui Boratto's nieuwe single Take Control de eerste plaats in de Beatport Electronica Top 100. Hetzelfde jaar bracht Weval de ep Easier uit, gevolgd door It'll Be Just Fine / Grow Up in 2015.
In 2016 brachten ze hun titelloze debuutalbum Weval uit, dat goede recensies ontving van publicaties zoals Pitchfork, en hen internationale zichtbaarheid bezorgde. Met hun tweede album, The Weight, uitgebracht in 2019 bij Kompakt, begon Weval nieuwe stijlen te verkennen, waarbij ze hun elektronische basis uitbreidden met invloeden van soul en funk. Daarop volgde de ep Changed for the Better in 2021 en de ep Time Goes in 2022, beide uitgebracht bij het label Ninja Tune. In 2023 bracht Weval hun derde album Remember uit bij het label. De muziek van het duo werd door de jaren heen ook gebruikt in televisieseries als Good Girls (vanaf 2018), Industry (vanaf 2020) en I May Destroy You (2020).
In 2024 bracht Weval de ep Night Versions uit. Begin 2025 maakte het duo bekend een nieuwe muzikale koers te volgen, gekenmerkt door snellere tempo’s en een energieker, dansvloergerichter geluid, mede geïnspireerd door hun ervaringen als dj's. Deze ontwikkeling kwam onder meer tot uiting in de single Dopamine, die met een tempo van circa 144 BPM aanzienlijk sneller was dan hun eerdere werk. Kort daarna kondigde het duo hun vierde studioalbum Chorophobia aan, dat op 5 september 2025 zal verschijnen via het label Technicolour. Volgens Weval markeert het album een bewuste verschuiving naar een extravertere stijl, waarin clubstructuren en hogere BPM's centraal staan. De titel Chorophobia verwijst naar hun eerdere aarzeling om als pure dance-act te worden geclassificeerd. De in mei 2025 uitgebrachte single Just Friends illustreert deze nieuwe muzikale richting.

## Discografie

### Albums
| Uitgave     | Label                   | Jaar |
| ----------- | ----------------------- | ---- |
| Weval       | Kompakt                 | 2016 |
| The Weight  | Kompakt                 | 2019 |
| Remember    | Technicolour/Ninja Tune | 2023 |
| Chorophobia | Technicolour/Ninja Tune | 2025 |

### Singles en EP's
| Uitgave                             | Label                   | Jaar |
| ----------------------------------- | ----------------------- | ---- |
| Half Age EP                         | Kompakt                 | 2013 |
| Rooftop Paradise (Live)             | Kompakt                 | 2014 |
| Easier EP                           | Kompakt                 | 2014 |
| It'll Be Just Fine / Grow Up        | Kompakt                 | 2015 |
| I Don't Need It                     | Kompakt                 | 2016 |
| The Battle                          | Kompakt                 | 2016 |
| You're Mine                         | Kompakt                 | 2016 |
| Metazoa                             | Kompakt                 | 2017 |
| Heaven, Listen                      | Kompakt                 | 2019 |
| Are You Even Real                   | Kompakt                 | 2019 |
| The Weight                          | Kompakt                 | 2019 |
| Changed for the Better              | Technicolour/Ninja Tune | 2021 |
| Fire                                | Technicolour/Ninja Tune | 2021 |
| Changed for the Better EP           | Technicolour/Ninja Tune | 2021 |
| Minute by Minute                    | Technicolour/Ninja Tune | 2022 |
| Time Goes                           | Technicolour/Ninja Tune | 2022 |
| Never Stay For Love                 | Technicolour/Ninja Tune | 2022 |
| Forever                             | Technicolour/Ninja Tune | 2022 |
| Don't Lose Time                     | Technicolour/Ninja Tune | 2023 |
| Everything Went Well                | Technicolour/Ninja Tune | 2023 |
| Dreaming                            | Technicolour/Ninja Tune | 2023 |
| Remember (Night Version)            | Technicolour/Ninja Tune | 2024 |
| How You Feel (Night Version)        | Technicolour/Ninja Tune | 2024 |
| Never Stay For Love (Night Version) | Technicolour/Ninja Tune | 2024 |
| Night Versions EP                   | Technicolour/Ninja Tune | 2024 |
| Dopamine                            | Technicolour/Ninja Tune | 2025 |
| Just Friends                        | Technicolour/Ninja Tune | 2025 |